# Silany

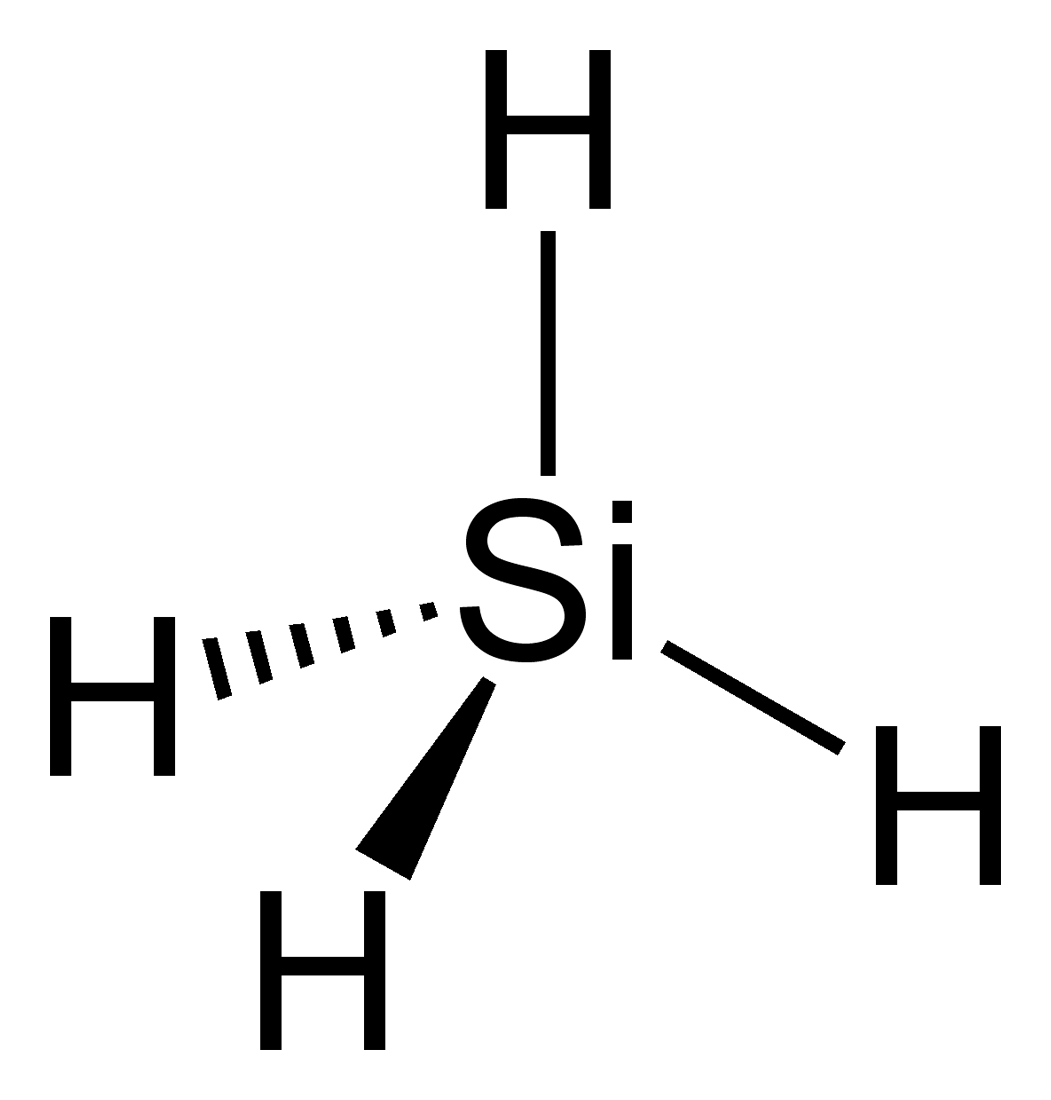
Struktura monosilanu SiH_{4}

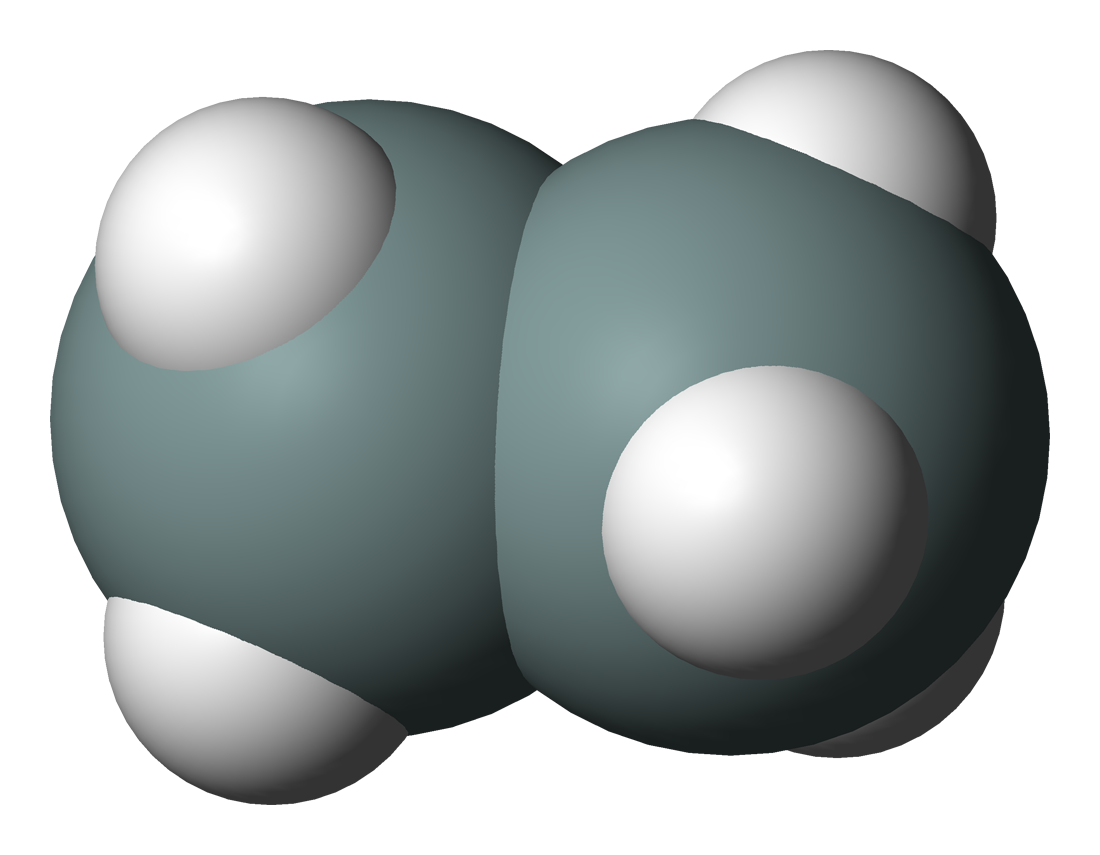
Disilan Si_{2}H_{6}

Silany – grupa związków chemicznych, których wspólną cechą jest występowanie centralnego atomu krzemu, do którego są przyłączone cztery dowolne podstawniki poprzez wiązania σ.
Silany, ze względu na rodzaj grup, przyłączonych do atomu krzemu dzieli się na:
- hydrosilany – posiadające przynajmniej jedno wiązanie Si-H (hydrosilany zbudowane wyłącznie z atomów krzemu i wodoru to krzemowodory)
- silany alifatyczne – posiadające wyłącznie grupy alifatyczne
- silany aromatyczne – posiadające grupy aromatyczne
- halogenosilany – w których występuje przynajmniej jeden atom halogenu (fluoru, chloru, bromu, jodu) przyłączonego bezpośrednio do atomu krzemu
- silanole – posiadających co najmniej jedną grupę hydroksylową
- alkoksysilany – w których występują grupy alkoksylowe.
- polisilany – w których występuje łańcuch -Si-Si-Si-

Silany w przemyśle są otrzymywane w następującym cyklu:
- z krzemionki, zwykle w postaci oczyszczonego piasku wytapia się czysty krzem
- chlorosilany, alkilochlorosilany, fluorosilany i hydrosilany otrzymuje się w bezpośredniej syntezie zgazowanego krzemu z odpowiednio chlorem, gazem syntezowym, fluorem, wodorem w wysokiej temperaturze na katalizatorach miedzianych
- chlorosilany poddaje się reakcji z wodą lub alkoholami, w wyniku czego otrzymuje się silanole i alkoksysilany.

Własności silanów zależą bezpośrednio od podstawników. W porównaniu do analogicznych związków węgla, silany są zwykle bardziej reaktywne, ze względu na silniejszą polaryzację wiązań krzem-niemetal niż węgiel-niemetal. W szczególności:
- Alkilosilany i arylosilany są trwałymi, odpornymi chemicznie cieczami lub ciałami stałymi.
- Halogenosilany czyste (bez innych podstawników) są gazami (tetrafluorosilan, tetrachlorosilan) lub cieczami (tetrabromosilan, tetrajodosilan), które są dość reaktywne. Reagują one spontanicznie z wodą, kwasami i zasadami.
- Hydrosilany są nieco mniej reaktywne od halogenosilanów, ale wiązania Si-H również są wrażliwe na hydrolizę i łatwo podlegają reakcjom z silniejszymi kwasami i zasadami.
- Silanole, w których pozostałe grupy nie posiadają cech silnych elektrofili, lub nie są szczególnie rozbudowane przestrzennie, ulegają samorzutnej kondensacji z wydzieleniem wody i powstaniem wiązania Si-O-Si. Silanole podstawione silnymi elektrofilami lub grupami o dużej zawadzie przestrzennej są stosunkowo trwałe i poddanie ich kondensacji wymaga drastycznych warunków.
- Alkoksysilany, o ile nie posiadają silnie elektrofilowych lub zawadzonych podstawników są również dość reaktywne, choć nieco mniej niż halogenosilany i silanole. Reagują one z wodą w warunkach kwasowych lub zasadowych, lecz nie reagują w warunkach obojętnych. W wyniku hydrolizy powstają odpowiednie silanole i alkohole.

Silany stanowią podstawę chemii metaloorganicznej związków krzemu, oraz chemii silikonów. Otrzymuje się z nich m.in.:
- cyklosiloksany
- polisiloksany
- żywice silikonowe
- silikażel
- polisilany
- polisilazany

a także krzemowe materiały ceramiczne.